# Ś
Ś is een S met een accent aigu. Het teken komt in veel talen voor:
- Slavisch: [ɕ]? stemloos Alveolopalataal fricatief
  - Pools
  - In het Łacinka alfabet voor het Wit-Russisch (сь)
  - voorgesteld voor het alfabet voor het Montenegrijns
  - Nedersorbisch
- West Germaans:
  - Wymysoojs
- Indo-Arische talen: [ʃ]? stemloos postalveolaar fricatief
  - IAST
  - Romani
- transliteratie van een gepalataliseerde s in het Lydisch
- In het Proto-Semitisch, een gereconstrueerde stemloos laterale fricatief foneem, die ten grondslag lag aan het foneem van het Ge'ez Śawt ሠ.
- een sibilant foneem van de vroegste periode van het Sumerisch.
- transliteratie van een letter van het Etruskische alfabet, verwant aan de San en Tsade.

## Codering
De HTML-codes zijn:
- &#346; voor Ś (hoofdletter)
- &#347; voor ś (kleine letter)